# Carlo Rubbia
Carlo Rubbia (* 31. března 1934 Gorizia) je italský fyzik a nositel Nobelovy ceny za přínos k objevení intermediálních částic slabé interakce W+, W− a Z0.

## Život a vzdělání
Rubbia se narodil v Gorizia, v oblasti Furlansko-Julské Benátsko v Itálii. Po vysoké škole studoval na fakultě fyziky na Scuola Normale v Pise, kterou dokončil prací o kosmickém záření. Aby si rozšířil zkušenosti a seznámil se s částicovými urychlovači, začal v roce 1958 pracovat na Columbia University v Nevis Laboratories.
Kolem roku 1960 se přestěhoval zpět do Evropy, přilákán nově založenou institucí nazvanou CERN, kde pracoval na experimentech zabývajícími se popisem slabé interakce. V roce 1970 byl jmenován profesorem na Harvard University, ale stále často pobýval v CERNu. V roce 1976 navrhl úpravu Super Proton Synchrotronu (SPS) v CERNu pro urychlování protonů a antiprotonů a zkoumání jejich srážek.
Urychlovač začal pracovat v roce 1981 a v lednu 1983 bylo oznámeno vytvoření intermediální částice slabé interakce (W+, W−). O několik měsíců později byly pozorovány částice slabé interakce Z0. Následující rok 1984 Carlo Rubbia a Simon van der Meer za zmíněný objev obdrželi Nobelovu cenu. Byla to jedna z nejdříve udělených Nobelových cen.
Rubbia pokračoval v práci v CERNu a jako profesor fyziky na Harvard University až do roku 1989, kdy přijal zaměstnání hlavního ředitele v CERNu. Tento post si udržel až do roku 1993.
Rubbia také vynalezl ojedinělý typ jaderného reaktoru nazvaného Rubbiatron nebo „zesilovač energie“ („energy amplifier“). Tato neobyčejně bezpečná koncepce reaktoru spojuje částicový urychlovač s podkritickým nukleárním reaktorem, který může použít thoria jako palivo. Thorium je v přírodě třikrát častější než uran, proto je pochopitelné, že myšlenka na jeho energetické využití je značně lákavá. Nadto, odpad, který by tento reaktor produkoval je nebezpečný po mnohem kratší časový interval než odpad vyrobený tradičními reaktory. Reaktor může být také využit k přepracování starého radioaktivního odpadu z konvenčních atomových reaktorů na méně škodlivé látky.
Carlo Rubbia je v současné době profesorem na University of Pavia, v Itálii a pracuje na projektu využití solární energie ve Španělsku.
Carlo Rubbia byl prezidentem organizace ENEA – Ente per le Nuove tecnologie, l'Energia e l'Ambiente (Italský institut pro Nové technologie, Energii a Přírodu) – do 15. června 2005 (Decreto del Presidente del Consiglio dei Ministri Silvio Berlusconi).
30. srpna 2013 ho prezident Giorgio Napolitano jmenoval doživotním senátorem, a tak může zasedat v horní komoře italského parlamentu.